# Юзеф Барила
Юзеф Барила (пол. Józef Baryła; 21 листопада 1924, Заверці — 4 серпня 2016, Варшава) — польський військовий і політичний діяч, начальник Головного політичного управління Збройних сил ПНР у 1980—1986 роках. У період воєнного стану (1981—1983) — член Військової ради національного порятунку. Член Політбюро та секретар ЦК ПОРП у 1985—1988 роках. Представник ортодоксально-сталінського «партійного бетону».

## Артилерист і політрук

### Офіцер
В молодості працював на скляному заводі у Заверці. У 1945 році вступив добровольцем у Польську народну армію, сформовану на території СРСР і керовану комуністами. Закінчив Офіцерське артилерійське училище у Торуні. Служив в артилерійських частинах, командував взводом у Бельсько-Бялі. У 1945—1947 брав участь у боях з УПА. З 1946 року — член комуністичної ПРП, з 1948 року — ПОРП.
У 1949 році Юзеф Барила перейшов до армійського партійно-політичного апарату. Керував політвідділом артилерійського полку в Ярославі, був інспектором політуправління краківського військового округу. У 1953 році закінчив Військово-політичну академію ім. Дзержинського. Служив як політичний функціонер в Офіцерській автомобільній школі Піли (заступник коменданта) й артилерійської дивізії у Бемово-Письку (заступник командира).

### Генерал
З 1960 року Юзеф Барила — заступник начальника Управління пропаганди й агітації Головного політичного управління збройних сил ПНР. У 1968—1969 роках — начальник Управління. З 1969 до 1972 року — заступник командувача Поморським військовим округом (польська частина Померанії) з політичної частини. У 1972 році призначений першим заступником начальника Головного політуправління. У 1970 році Барилі надали звання генерал бригади, у 1974 році — генерал дивізії.
Ідеологічно та політично Юзеф Барила дотримувався ортодоксально-комуністичних, сталінських і прорадянських позицій. У різні роки перебував у регіональних комітетах ПОРП Піша, Гижицько, Бидгоща. З 1971 року — член Центральної контрольної комісії, з 1975 року — кандидат у члени ЦК, з 1980 року — член ЦК ПОРП.
У 1973 році генерал Барила закінчив Військову академію Генштабу Збройних сил СРСР, у 1977 році прослухав курс апарату управління при ЦК ПОРП. Здобув докторський ступінь з гуманітарних наук в академії ім. Дзержинського.

## Партійний керівник

### Прихильник жорсткого курсу
7 травня 1980 року Юзефа Барила отримав призначення начальником Головного політичного управління Збройних сил ПНР. Через три місяці у Польщі розпочалася гостра суспільно-політична криза, жорстке протистояння урядущої компартії ПОРП з рухом Солідарність. 11 жовтня 1980 року Барила обійняв посаду заступника міністра національної оборони ПНР з політичних питань. Це призначення розглядалося як сигнал потенційного посилення політики влади.

Генерал Барила був одним з ідеологів «партійного бетону». Виступав за придушення «Солідарності» із застосуванням військової сили. Водночас перебував у комісії з розслідування партійної корупції під головуванням лідера «бетону» Тадеуша Грабського. Деякий час керівники ПОРП Станіслав Каня та Войцех Ярузельський вважали позицію Барили надмірно конфронтаційною. На IX позачерговому з'їзді ПОРП у липні 1981 року Барила не був кооптований у ЦК. Однак він демонстративно дотримувався жорсткого курсу.
Соціалізм захищатимемо як захищають незалежність Польщі.

Юзеф Барила

### Ідеолог воєнного стану
13 грудня 1981 року, при введенні воєнного стану генерал Барила увійшов до складу панівної хунти — Військової ради національного порятунку, на чолі з генералом Ярузельським. У липні 1982 року Юзеф Барила знову став кандидатом у члени ЦК.
Генерал Барила займався системою військової пропаганди, очолював партійний апарат у збройних силах. Виступав за максимально жорстке придушення опозиції.
У вересні 1983 року, вже після скасування воєнного стану, Юзеф Барила отримав звання генерал броні.

### Секретар ЦК та член Політбюро
У травні 1985 року генерал Барила став членом ЦК, у грудні — секретарем ЦК ПОРП. У зв'язку з цим 4 січня 1986 року його звільнили у запас з військової служби. Очолював комісію ЦК із законності та правопорядку. До кінця 1980-х років належав до урядущої групи генерала Ярузельського, яка неофіційно називалася «Директорією».
3 липня 1986 року кооптований у вищий орган партійної влади — Політбюро ЦК ПОРП. У партійному керівництві Юзеф Барила наглядав за організаційним відділом ЦК, Міноборони та МВС. Головував у комісії ЦК з партійних організацій в адміністративних і представницьких органах. Керував системою військово-патріотичного виховання. Опублікував ряд творів ідеологічного пропагандистського характеру з типовими назвами ''W marksizmie-leninizmie nasza siła'' («В марксизмі-ленінізмі наша сила»), «Być członkiem partii — znaczy być w centrum życia» («Бути членом партії — означає бути у центрі життя») та ін. Належав до найбільш консервативного крила комуністичного керівництва, виступав за послідовно жорстку політику, щільний партійно-ідеологічний контроль над суспільством, придушення будь-яких опозиційних проявів проти будь-яких реформаторських поступок.
У 1985—1989 роках Юзеф Барила був депутатом сейму ПНР. Перебував у керівництві Товариства польсько-радянської дружби. За час перебування на високих військово-політичних постах Юзеф Барила отримав низку високих нагород ПНР, СРСР, НДР, ЧССР, СРР, СРВ.

## Поразка та відставка
Формально Барила був одним із найвищих керівників ПНР. Однак саме з середини 1980-х років перший секретар ЦК ПОРП генерал Ярузельський повів політику поступового пом'якшення режиму й обмежених реформ. Цей курс входив у гостру супротивність з позиціями Барили.
Під час масових хвилювань весни 1988 року Барила виступав за силове придушення протестів. Така позиція вже не приймалася найвпливовішими керівниками ПНР, насамперед Ярузельським та Кіщаком. 14 червня 1988 року Барила зняли з посади секретаря ЦК.
17 листопада 1988 року спрямований послом до Сирії та Йорданії. Залишався на дипломатичній службі до осені 1990 року.
21 грудня 1988 року на пленумі ЦК ПОРП Юзефа Барилу вивели зі складу ЦК разом з групою «партійного бетону» (на місце виключених прийшли більш гнучкі діячі — Лешек Міллер, Станіслав Чосек, Зигмунт Чарасти). У січні 1989 року пленум ухвалив рішення про початок офіційних переговорів між ПОРП і «Солідарністю». Барила був одним із головних противників цього курсу, але нічого не зміг йому протиставити.

## У посткомуністичній Польщі
3 липня 1991 року Юзеф Барила пішов у відставку з усіх постів і з того часу не брав участі в політиці. Він зараховувався до діячів режиму ПНР, які найбільш відторгалися у суспільстві (традиційна повага поляків до національної армії не поширюється на армійських політичних функціонерів). Проте до судової відповідальності Барила не притягувався, оскільки завідував пропагандою, але не каральними розправами. Перебував у Клубі генералів Війська Польського.
Помер Юзеф Барила у віці 91 року. Інформація про його смерть офіційно не оголошувалась. Похований у Варшаві на Євангелічно-реформатському цвинтарі.